# Diciembre de 1970 (Polonia)
Diciembre de 1970 (polaco: Grudzień 1970) es el nombre de la serie de manifestaciones de los obreros en República Popular de Polonia entre el 14 y 19 de diciembre de 1970. Las principales manifestaciones tuvieron lugar en Gdynia, Gdańsk, Szczecin y Elbląg. La causa más importante fue la decisión de gobierno sobre el incremento de los precios.
El Partido Obrero Unificado Polaco decidió usar a los militares. En resultado alrededor 44 obreros perdieron la vida y hubo más de 1.000 heridos. La situación dio lugar a cambios en la posición de Secretario General. Władysław Gomułka fue sustituido por Edward Gierek.

## Antecedentes

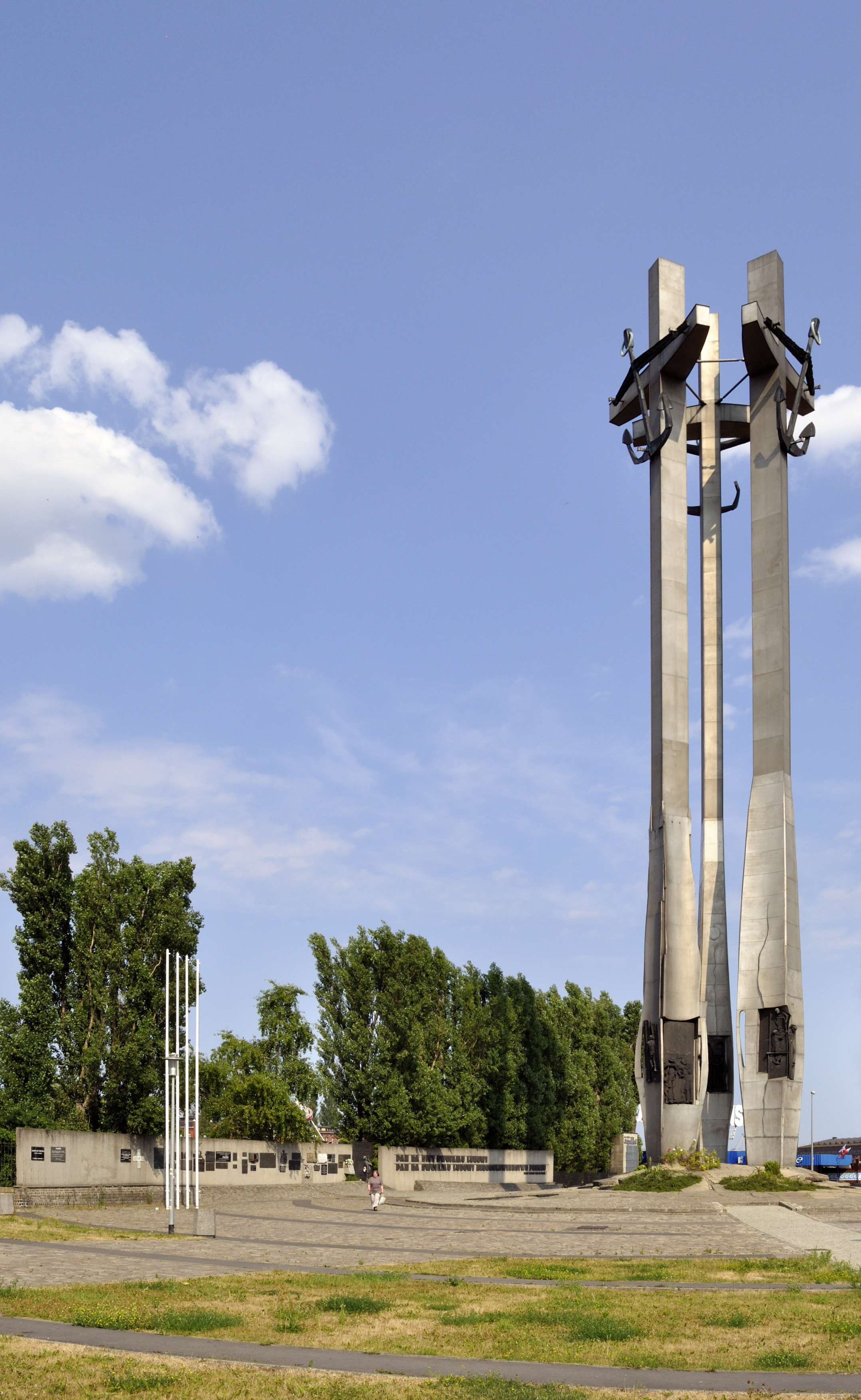
El monumento a los trabajadores del astillero caídos en 1970

En diciembre de 1970, el gobierno comunista anunció repentinamente importantes aumentos en los precios de los alimentos básicos, especialmente los productos lácteos, después de malas cosechas durante todo el año. Los aumentos resultaron ser un gran shock para los ciudadanos comunes, especialmente en las ciudades más grandes.